# Aad van Dulst

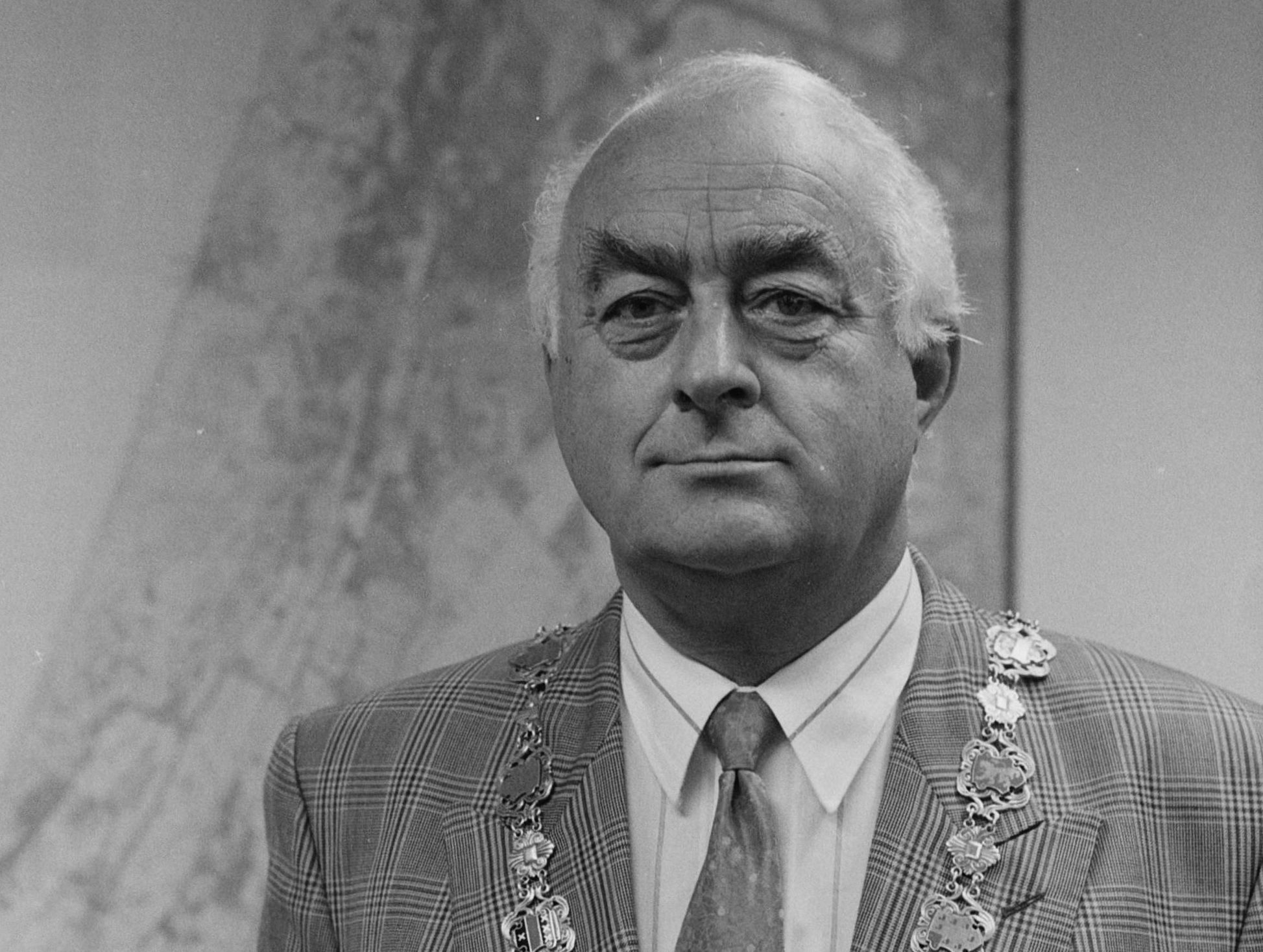
Portret van Aad van Dulst, 1991

Arie-Jan (Aad) van Dulst (Rotterdam, 9 mei 1929 – Hoofddorp, 5 maart 2001) was een Nederlands politicus van de CHU en later het CDA.
Na de hbs in Rotterdam was hij van 1947 tot 1957 werkzaam als journalist bij regionale dagbladen en daarnaast studeerde hij; aanvankelijk staatsexamen gymnasium, daarna aan de Rijksuniversiteit Utrecht eerst rechten (kandidaatsexamen 1953) en vervolgens theologie (kandidaatsexamen 1957). In 1958 ging Van Dulst werken bij de NCRV-radio waar hij hoofd gesproken woord en plaatsvervangend programmaleider werd, daarnaast was hij gemeenteraadslid in Hilversum en in 1970 is hij in Utrecht alsnog afgestudeerd in de theologie. Van 1970 tot 1974 was hij adjunct-directeur van de World Association for Christian Communication (WACC) in Londen. Bij de Tweede Kamerverkiezingen van 1971 en 1972 stond hij op een onverkiesbare plaats op de CHU-kandidatenlijst. In 1974 volgde hij mr. H.G. Quik als directeur van de Netherlands Universities Foundation for International Cooperation (Nuffic) in Den Haag waar hij daarnaast in de gemeenteraad zat. In mei 1982 werd Van Dulst benoemd tot burgemeester van Tietjerksteradeel en vier jaar later volgde zijn benoeming tot burgemeester van Haarlemmermeer. Begin 1993 onthulde het Haarlems Dagblad dat hij sinds 1986 in strijd met de wettelijke regelingen zeker 15.000 gulden te veel aan reiskosten had ontvangen. Later bleek ook nog eens dat hij ten onrechte niets voor zijn telefoon betaalde en daarnaast besloot het ministerie van Binnenlandse zaken onder meer de onkostenregelingen voor wethouders te onderzoeken. Van Dulst ging in februari 1994 onder meer vanwege die affaire vervroegd met pensioen en overleed zeven jaar later op 71-jarige leeftijd.
- International Standard Name Identifier: 0000 0003 9039 0710
- Nederlandse Thesaurus van Auteursnamen: 067481671
- Virtual International Authority File: 284051104
- WorldCat: E39PCjrG76rwkXF9YcPW7q6yv3